# چودوفو
شهر چودوفو (به روسی: Чудово) در کشور روسیه و در اوبلاست نووگورود واقع شده‌است.